# 萨布朗
萨布朗（法語：Sabran，法語發音：[sabʁɑ̃]）是法国加尔省的一个市镇，属于尼姆区。

## 地理
萨布朗（44°10'0"N, 4°34'30"E）面积35.64 平方千米，位于法国奧克西塔尼大區加尔省，该省份为法国南部沿海省份，南端濒地中海，北起顺时针与阿尔代什省、沃克吕兹省、罗讷河口省、埃罗省、阿韦龙省和洛泽尔省接壤。
与萨布朗接壤的市镇（或旧市镇、城区）包括：塞茲河畔巴尼奧勒、卡维亚尔格、塞兹河畔拉罗克、圣昂德雷多莱拉尔盖、圣热尔韦、圣马塞尔德卡雷雷、圣米歇尔德泽、圣庞斯拉卡尔姆、特雷斯克。

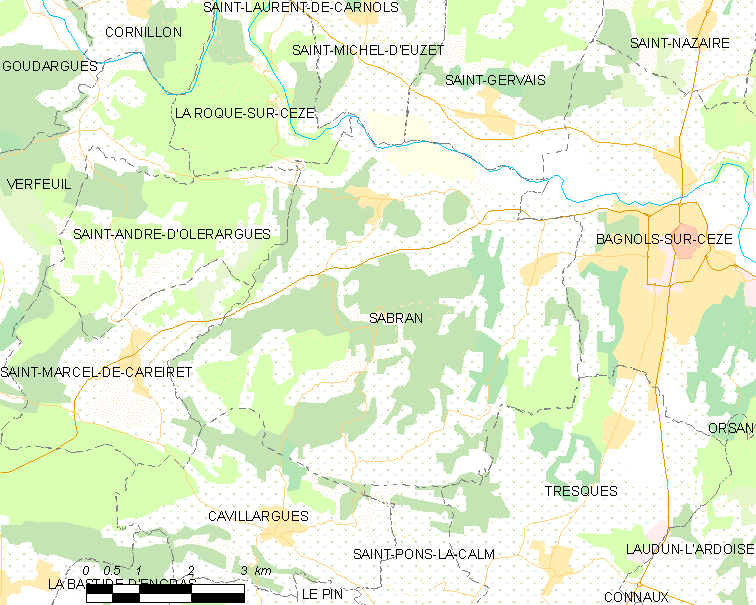
萨布朗的OSM定位图

萨布朗的时区为UTC+01:00、UTC+02:00（夏令时）。

## 行政
萨布朗的邮政编码为30200，INSEE市镇编码为30225。

## 政治
萨布朗所属的省级选区为塞兹河畔巴尼奥勒县。

## 人口

1962-2008年间萨布朗人口变化图示

萨布朗于2022年1月1日时的人口数量为1596人。